# Церковь Покрова Пресвятой Богородицы (Кагальницкая)
Церковь Покрова Пресвятой Богородицы (Свято-Покровский храм) — православный храм в станице Кагальницкой Ростовской области; Волгодонская и Сальская епархия, Песчанокопское благочиние.
Адрес: Ростовская область, Кагальницкий район, станица Кагальницкая, ул. Горького, 38.

## История
История нынешнего прихода началась в 1991 году. Первоначально богослужение временно совершалось в другом здании. Нынешнее здание храма восстанавливалось после пожара 1994 года. Оно представляло собой большой дом, посредине которого на четырёх опорах был установлен металлический купол с крестом. К нему был пристроен правый притвор, через который осуществлялся вход в храм.
Первым настоятелем прихода был иерей Николай Каркищенко. При нём открывался приход и создавалась приходская община. Его усилиями началось восстановление и перестройка здания храма под типовой вид. Проектные работы были выполнены архитектором Кагальницкого района Поповым В. В. Ремонтно-строительные работы производились прихожанами и жителями станицы Кагальницкой на их же пожертвования. Полная реконструкция основного здания, пристройка алтаря, левого притвора и другие работы были выполнены Авдеевым В. Л. В 2004 году храм приобрёл нынешний вид. При храме работает воскресная школа.
Настоятель Свято-Покровского храма в настоящее время — иерей Михаил Александрович Мирошин.
Храм открыт ежедневно с 08-00 до 16-00. Богослужение в храме совершается в воскресные и праздничные дни. Вечернее богослужение совершается в 15-00 часов; литургия — в 09-00 часов.